# Бережонка (річка)
Бережонка, Бережінка — річка  в Україні, у Вижницькому  районі Чернівецької області, права притока Бережниці  (басейн Дунаю).

## Опис
Довжина річки приблизно 9 км. Формується з багатьох безіменних струмків.

## Розташування
Бере початок на північному сході від Середнього Майдану. Тече переважно на північний захід через Бережонку і впадає у Бережницю, праву притоку Черемошу.

## Притоки
- Потік із-під Жнеборинця - с. Коритне;
- Потік із-під Зозулини (ліва) - починається з поля Зозулина, с. Коритне;
- Потік із-під Кузьминого - починається з Козьминого поля, с. Бережонка[2].